# Indianola (Nebraska)
Indianola – miasto w Stanach Zjednoczonych, w stanie Nebraska, w hrabstwie Red Willow.